# Nicolae Tomazoglu
Nicolae Tomazoglu (n. 1 iunie 1909, București, România – d. 7 decembrie 1964, București, România) a fost un actor român cu o bogată activitate teatrală. În filme, a avut roluri de compoziție.

## Biografie
A absolvit Academia de artă dramatică din București (1939). 
A decedat în 1964 și a fost înmormântat în Cimitirul Bellu.

## Distincții
- titlul de Artist Emerit al Republicii Populare Romîne (18 august 1964) „pentru merite deosebite în activitatea desfășurată în domeniul teatrului, muzicii, artelor plastice și cinematografiei”[3]

## Roluri în teatru
- SCUFIȚA ROȘIE de CIORNII (Teatrul Lucia Sturdza Bulandra, București, 02.01.1949)
- PESCĂRUȘUL de CEHOV (Teatrul Lucia Sturdza Bulandra, București, 19.01.1949)
- CUM VĂ PLACE de SHAKESPEARE (Teatrul Lucia Sturdza Bulandra, București, 18.12.1951)
- MICII BURGHEZI de GORKI (Teatrul Mic, București, 30.03.1952)
- DON CARLOS de SCHILLER(Teatrul Lucia Sturdza Bulandra, București, 19.03.1954)
- URSUL; JUBILEUL; UN CAPRICIU de CEHOV / MUSSET (Teatrul Lucia Sturdza Bulandra, București, 10.04.1955)
- RĂZVAN ȘI VIDRA de HAȘDEU (Teatrul Lucia Sturdza Bulandra, București, 23.11.1955)
- SĂ NU SPUI VORBĂ MARE de MUSSET (Teatrul Lucia Sturdza Bulandra, București, 02.02.1956)
- NOTA ZERO LA PURTARE de SAVA / STOENESCU (Teatrul Mic, București, 20.02.1956)
- MONTSERRAT de ROBLES (Teatrul Mic, București, 06.03.1957)
- Nebuna din Chaillot de Jean Giraudoux (Teatrul Lucia Sturdza Bulandra, București,21.04.1957)
- ACOLO, DEPARTE de ȘTEFĂNESCU (Teatrul Lucia Sturdza Bulandra, București, 16.12.1957)
- VILEGIATURIȘTII de GORKI (Teatrul Lucia Sturdza Bulandra, București, 21.03.1959)
- CUIBUL DE PIATRĂ de VUOLIJOKY (Teatrul Mic, București, 06.03.1960)
- SECUNDA 58 de DORIAN (Teatrul Mic, București, 30.04.1960)
- PRIMA ÎNTÎLNIRE de SITINA (Teatrul Mic, București, 02.03.1961)
- MARELE FLUVIU ÎȘI ADUNĂ APELE de TĂRCHILĂ (Teatrul Mic, București, 06.05.1961)
- BĂIATUL DIN BANCA A DOUA de POPOVICI (Teatrul Mic, București, 16.11.1961)
- DE PRETORE VINCENZO de DE FILIPPO (Teatrul Mic, București, 27.12.1961)
- HIMERA de EVERAC (Teatrul Mic, București, 21.04.1964)

## Filmografie
- Mitrea Cocor (1952) - Triglea
- La un punct de agitație (1952)
- Răsare soarele (1954)
- Ciulinii Bărăganului (1958) - Marin, tatăl lui Matache
- Comoara din Vadul Vechi (1964) - străinul
- Pădurea spînzuraților (1965) - doctorul